# Лакрос на олимпијским играма
Лакрос на олимпијским играма био је само у мушкој конкуренцији у званичном програму Игара само два пута:1904 у Сент Луису и 1908 у Лондону.
После тога је још неколико пута био демонстративни спорт 1928, 1932. и 1948, али се никада није вратио у званични програм Игара.

## Освајачи медаља у лакросу
(званичан програм)
| Олимпијске игре | Злато                         | Сребро                                     | Бронза                |
| --------------- | ----------------------------- | ------------------------------------------ | --------------------- |
| Сент Луис 1904  | Shamrock Lacrosse Team Канада | St. Louis Amateur Athletic Association САД | Mohawk Indians Канада |
| Лондон 1908     | Канада                        | Уједињено Краљевство                       | -                     |

## Биланс медаља
|   | Држава               | Злато | Сребро | Бронза | Укупно |
| 1 | Канада               | 2     | 0      | 1      | 3      |
| 2 | Уједињено Краљевство | 0     | 1      | 0      | 1      |
| 4 | САД                  | 0     | 1      | 0      | 1      |
|   | Укупно (3)           | 2     | 2      | 1      | 5      |

## Освајачи медаља у лакросу
(демонстративни програм)
| Олимпијске игре  | Злато                | Сребро               | Бронза |
| ---------------- | -------------------- | -------------------- | ------ |
| Амстердам 1928   | Канада               | САД                  | -      |
| Лос Анђелес 1932 | Канада               | Уједињено Краљевство | САД    |
| Лондон 1948      | Уједињено Краљевство | САД                  | -      |